# 圣母圣殿 (因弗卡吉尔)

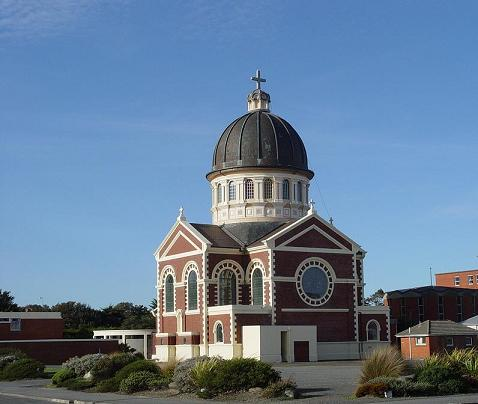
因弗卡吉尔圣母圣殿

圣母圣殿（St. Mary's Basilica）是一座罗马天主教教堂，位于新西兰因弗卡吉尔，由新西兰建筑师Francis Petre设计，1905年建成，靠近圣若瑟学校和Otepuni花园。该堂被列为一级历史文物。虽然名为圣殿，但并非教廷宣布的宗座圣殿。